# レニー・クラヴィッツ
レオナード・アルバート・クラヴィッツ（Leonard Albert Kravitz、1964年5月26日 - ）は、アメリカ合衆国出身のシンガーソングライター、ミュージシャン、俳優。
特定の音楽ジャンルにこだわらないマルチプレイヤーで、同国を代表する世界的なギタリストの一人。デビュー当時彼を紹介する時「黒いジョン・レノン」というキャッチコピーがよく使われた。代表曲に「イット・エイント・オーヴァー・ティル・イッツ・オーヴァー」「自由への疾走」「フライ・アウェイ」など。

## 来歴
1964年、ニューヨークに生まれる。父親は東欧系ユダヤ人の血を引くNBCテレビのプロデューサー、母親はマイアミ出身バハマ系で、後に女優となるロキシー・ローカー (Roxie Roker)。
1974年に母親の仕事の都合で一家はロサンゼルスに移住、その後ビバリーヒルズ高校 (Beverly Hills High School) に入学する（同窓生にはスラッシュやマリア・マッキー、そして俳優のニコラス・ケイジがいた）。当時からすでに音楽的才能を発揮していたレニーは、やがてセッションミュージシャンを志すようになり、高校を中退。その後はセッション・ミュージシャンをこなす傍ら、自身のデモテープを制作してレコード会社へ売り込む生活を続けていた。
1989年にアルバム『レット・ラヴ・ルール』でヴァージン・レコードからデビューを果たす。その後、マドンナとの共作「ジャスティファイ・マイ・ラヴ」のプロデュースで注目を集め、1991年に発表した2枚目のアルバム『ママ・セッド』のヒットによってブレイクした。
1992年にはヴァネッサ・パラディのサード・アルバム『ビー・マイ・ベイビー』をプロデュースした。パラディとは交際の噂も立った。
1998年、アルバム『5』を発表。クラヴィッツは同アルバムの収録曲「フライ・アウェイ」でグラミー賞最優秀男性ロック・ヴォーカル・パフォーマンス賞を受賞し、初のグラミー賞受賞を果たした。
2009年、映画『プレシャス』に出演して本格的に俳優デビューを果たす。その演技が評価されて、NAACPイメージ・アワードおよびブラック・リール賞で助演男優賞にノミネートされた。
その後、クラヴィッツはロードランナー・レコード／アトランティック・レコードに移籍して、2011年8月に移籍第一弾のアルバム『ブラック・アンド・ホワイト・アメリカ』を発表した。しかし、ロードランナー/アトランティックとの契約はアルバム1枚で終了し、2014年には自身のレーベル「ロキシー・レコーズ」からの第1弾アルバム『ストラット』を発表した。同年、ケイティ・ペリーのスーパーボウル・ハーフタイムショーにゲスト出演。
2015年、スウェーデンの音楽フェスに出演した際、衣装トラブルによってレニーの男性器が露わになるハプニングに見舞われる（#衣装トラブルによるハプニング）。
2024年3月12日、ハリウッドの殿堂入りを果たした。

## 音楽性

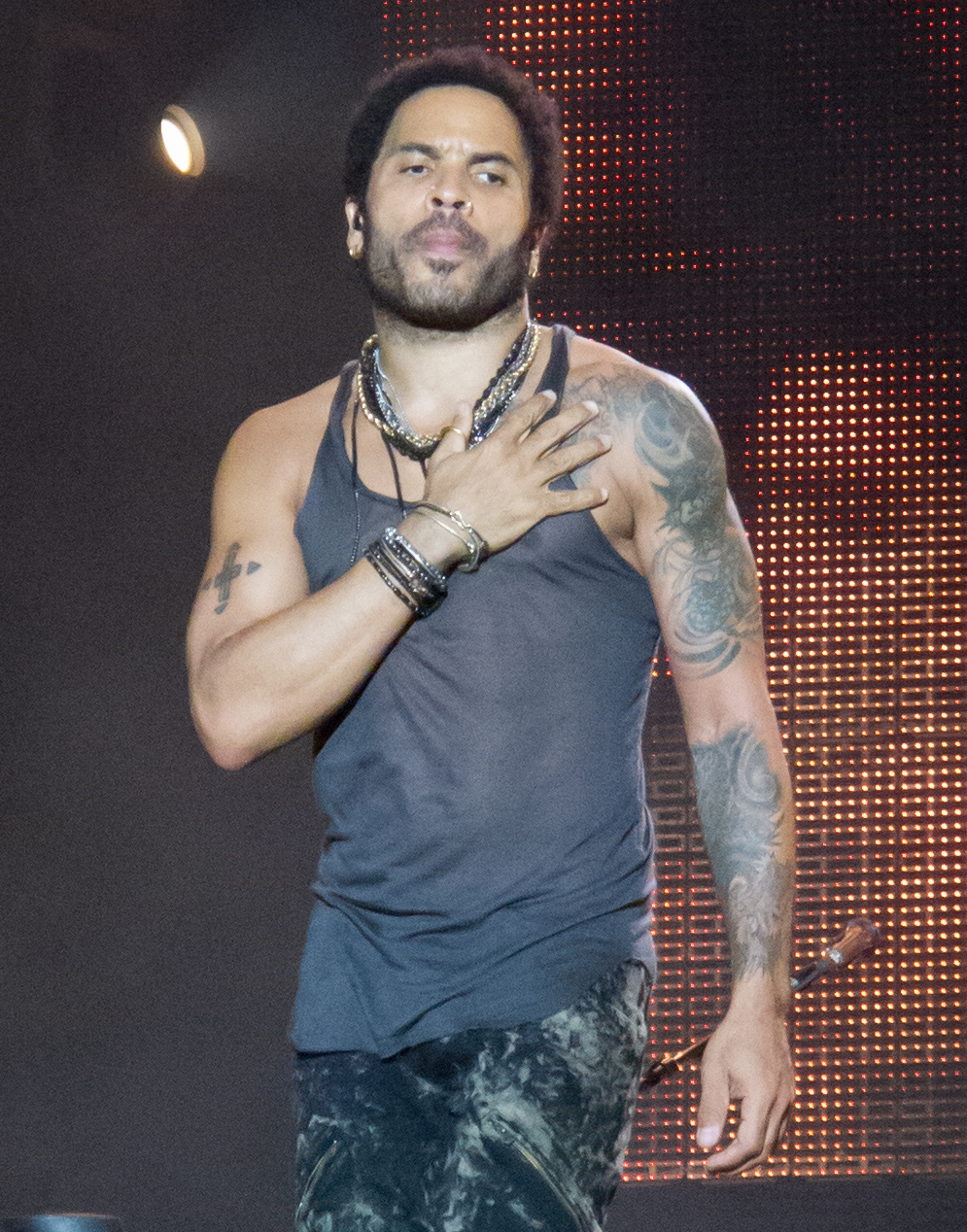
サングラスを外した素顔（2012年）

幼い頃から音楽好きの両親の下で、音楽に親しむ生活を送ってきた。少年時代に好きだったミュージシャンは、カーティス・メイフィールド、ジェームス・ブラウン、ジョン・レノン、レッド・ツェッペリン、ジミ・ヘンドリックス、ジャクソン5など。
マルチプレイヤーであり、レコーディングにおいて自ら全ての楽器を演奏することもある（「ロックンロール・イズ・デッド」など）。近年の作品では長年のパートナーであるクレイグ・ロスがリードギターを録るケースが多い。多くの楽曲においてリズムギター/ベース/ドラム/コーラスワークに関してはキャリア初期から一貫して本人による録音である。

## 使用機材
アナログ機材の愛好者である。ヴィンテージに関してはコレクターといえる質と量の機材を所有しており、ステージでも使用することがある。所有ギターはフライングVやレスポールのようなギブソン社製のものが中心。
1960〜1970年代の音楽への愛着を強く打ち出していた初期は、楽器、コンソール、テープに至るまで全てアナログ機材を使用してのレコーディングという、当時の流行とは逆行するような拘りを見せていたが、アルバムを発表していくに連れ、次第にPro Toolsを中心としたPCでの編集作業にも力を入れ始めた。現在では、豊富なヴィンテージ機材をデジタルで録音し、編集する折衷したレコーディング形態へと移行している。

## 人物

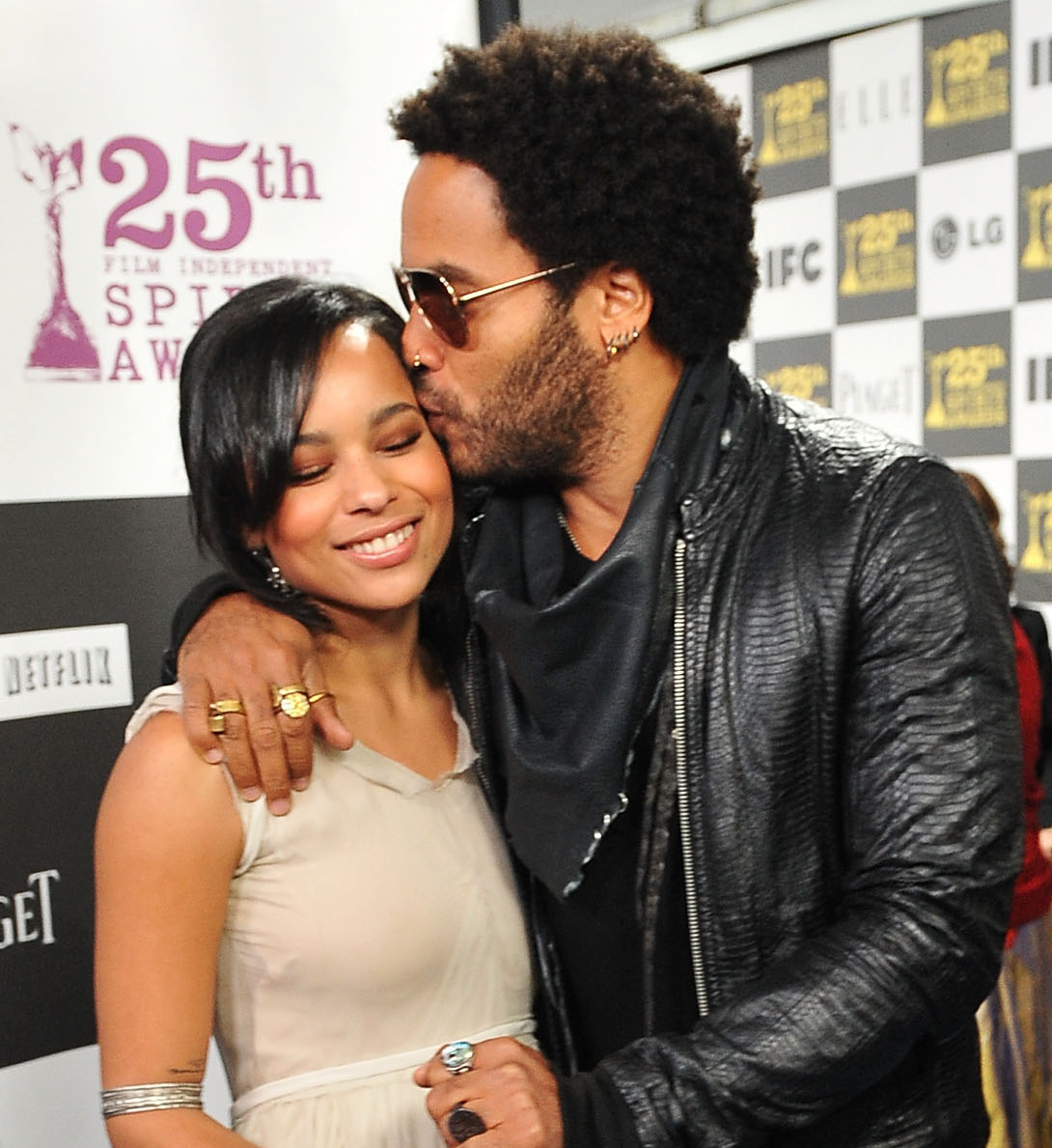
娘ゾーイ・クラヴィッツとのショット（2010年）

- 私生活では、1985年に女優のリサ・ボネットと出会い、その後1987年に結婚。1988年に娘（女優のゾーイ・クラヴィッツ）をもうけるが、1993年に離婚している。

- 2008年4月1日にヴェルヴェット・リヴォルヴァーを脱退したスコット・ウェイランド（ストーン・テンプル・パイロッツのボーカル）に替わり、新ボーカリストの候補に挙がっていたが、「メンバーとは友好的な関係だが、加入は出来ない」と明確に否定している。
- 2002年に「LENNY WORLD TOUR」、2008年に「LOVE REVOLUTION JAPAN TOUR」、2015年に「STRUT Japan Tour 2015[10]」 の一環で来日する予定だったが、いずれも体調不良で延期、中止になっている。

- 映画俳優のデンゼル・ワシントンと親交があり、『ニューズウィーク』誌のインタビューで「お互いに娘がいるからね、親の目を盗んで娘が何をしてるかとか、そんな話ばかりしてる。まあ、兄貴のような存在だな」と語っている。

### 衣装トラブルによるハプニング
2015年8月3日、スウェーデン・ストックホルムの音楽フェスティバルに出演した際、演奏中に勢いよく屈んだレニーのレザーパンツが破れて男性器が丸出しになるハプニングがあった。この時、レニーは下着を全く身に着けていなかったため、何千もの観客の前で自身のペニスを晒してしまうこととなった。その後は素早くズボンを替えてステージを続けた。ペニスが丸出しになった時の様子はソーシャルメディアなどでも拡散された。

## ディスコグラフィ

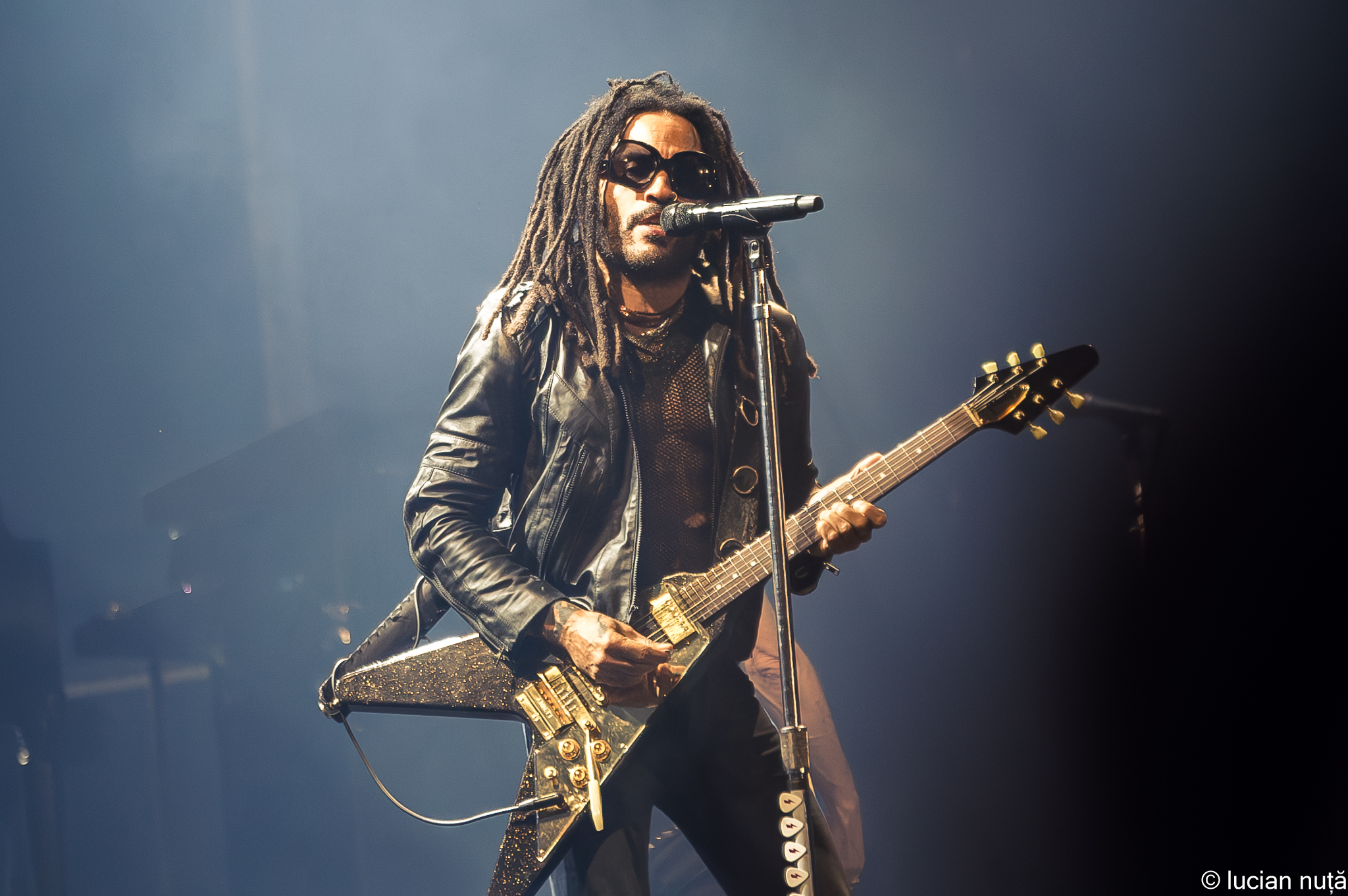
レニー（2024年）

### スタジオ・アルバム
- 『レット・ラヴ・ルール』 - Let Love Rule (1989年)
- 『ママ・セッド』 - Mama Said (1991年)
- 『自由への疾走』 - Are You Gonna Go My Way (1993年)

※フジテレビ系列で深夜に放送されていた音楽番組『BEAT UK』では、UKシングルチャートNo.1を獲得
- 『サーカス』 - Circus (1995年） オリコン最高位1位
- 『5』 - 5 (1998年)
- 『LENNY』 - Lenny (2001年)
- 『バプティズム』 - Baptism (2004年)
- 『ラヴ・レヴォリューション』 - It Is Time For A Love Revolution (2008年)
- 『ブラック・アンド・ホワイト・アメリカ』 - Black and White America (2011年)
- 『ストラット』 - Strut (2014年)
- 『レイズ・ヴァイブレーション』 - Raise Vibration (2018年)
- 『ブルー・エレクトリック・ライト』 - Blue Electric Light (2024年)

### コンピレーション・アルバム
- 『グレイテスト・ヒッツ』 - Greatest Hits (2000年)

## フィルモグラフィ
- 『ズーランダー』 - Zoolander (2001年)
- 『潜水服は蝶の夢を見る』 - The Diving Bell and the Butterfly (2007年)
- 『プレシャス』 - Precious (2009年)
- 『ハンガー・ゲーム』 - The Hunger Games (2012年)
- 『大統領の執事の涙』 - Lee Daniels' The Butler (2013年)
- 『ハンガー・ゲーム2』 - The Hunger Games: Catching Fire (2013年)

## 日本公演
- 1990年 GREENING OF THE WORLD CONCERT IN JAPAN JOHN LENNON 50TH BIRTHDAY
- 1991年
- 1993年
- 1994年
- 1995年
- 1998年
- 2012年

※2002年と2008年にも予定されていたが、どちらも中止となっている。

## 日本でのタイアップ
| 曲名                                                     | タイアップ                                                | 備考                 | 時期           |
| -------------------------------------------------------- | --------------------------------------------------------- | -------------------- | -------------- |
| ビリーヴ                                                 | 日産・ラルゴ（W30） CMソング                              |                      | 1993年         |
| オール・アイ・エヴァー・ウォンテッド                     | Levi's CMソング                                           | 1994年               |                |
| モア・ザン・エニシング・イン・ディス・ワールド           | Levi's CMソング                                           | 1994年               |                |
| 自由への疾走                                             | 日本オラクル CMソング                                     | 1999年               |                |
| 自由への疾走                                             | TBS系情報番組『みのもんたの朝ズバッ!』オープニング曲      | アイキャッチにも使用 | 2005年～2013年 |
| 自由への疾走                                             | 日産・ウイングロード（Y12） CMソング                      |                      | 2006年～2007年 |
| 自由への疾走                                             | アサヒ飲料「ウィルキンソン タンサン」CMソング             | 2012年～現在         |                |
| 自由への疾走                                             | スズキ・アルトワークス CMソング                           | 2015年               |                |
| フライ・アウェイ                                         | ノエビア化粧品 CMソング                                   | 1999年               |                |
| イット・エイント・オーヴァー・ティル・イッツ・オーヴァー | フジテレビ系ドラマ『カバチタレ!』挿入歌                   | 2001年               |                |
| ディグ・イン                                             | マイクロソフト・Windows XP CMソング                       | 2001年               |                |
| ディグ・イン                                             | 東宝配給映画『リターナー』主題歌                          | 2002年               |                |
| ロックンロール・イズ・デッド                             | 日産・ウイングロード（Y11） CMソング                      | 2001年               |                |
| バトルフィールド・オブ・ラヴ                             | 日産・ウイングロード（Y11） CMソング                      | 2002年               |                |
| アイル・ビー・ウェイティング                             | ワーナー・ブラザース配給映画『L change the WorLd』 主題歌 | 2008年               |                |
| ルッキング・バック・オン・ラヴ                           | 日本テレビ系ドラマ『QP』オープニング曲                    | 2011年               |                |
| Strut                                                    |                                                           |                      | 2014年         |
| Raise Vibration                                          |                                                           |                      | 2018年         |
| Blue Electric Light                                      |                                                           |                      | 2024年         |